# كيم ماكدوغال
كيم ماكدوغال هو لاعب هوكي الجليد كندي، ولد في 29 أغسطس 1954 في ريجاينا في كندا.

## وصلات خارجية
- كيم ماكدوغال على موقع دوري الهوكي الوطني (الإنجليزية)
- كيم ماكدوغال على موقع قاعة مشاهير الهوكي (لاعب أن.إتش.أل) (الإنجليزية)
- كيم ماكدوغال على موقع EliteProspects.com (الإنجليزية)
- كيم ماكدوغال على موقع HockeyDB.com (الإنجليزية)
- كيم ماكدوغال على موقع Hockey-Reference.com (الإنجليزية)